# Opération Perch
Vous lisez un « article de qualité » labellisé en 2012.
Bataille de Caen (Seconde Guerre mondiale)
Batailles
Opérations de débarquement (Neptune)
- Tonga (Deadstick, Batterie de Merville)
- Albany (Chicago, Manoir de Brécourt)
- Boston (Detroit)
- Utah Beach
- Omaha Beach (Pointe du Hoc)
- Gold Beach
- Juno Beach
- Sword Beach

Secteur anglo-canadien
- Caen
- Authie
- Perch (Villers-Bocage)
- Putot
- Bretteville-l'Orgueilleuse
- Norrey
- Mesnil-Patry
- Martlet
- Epsom
- Windsor
- Charnwood
- Jupiter
- Atlantic
- Goodwood
- Crête de Verrières
- Spring
- Bluecoat
- Totalize
- Tractable

Secteur américain
- Carentan
- Cotentin
- Cherbourg (Bombardement)
- Bataille des Haies (Elle, Saint-Lô, La Haye-du-Puits)
- Cobra
- Mortain

Fin de la bataille de Normandie et libération de l'Ouest
- Rennes
- Saint-Malo
- Brest
- Poche de Falaise
- Chambois
- Paris

Mémoire et commémorations
- Cimetières militaires de la bataille de Normandie
- Commémorations du 70e anniversaire
- Projet UNESCO de classement des plages

L'opération Perch est une offensive britannique de la Seconde Guerre mondiale menée du 7 au 14 juin 1944, au cours de la bataille de Normandie. L'opération a pour but d'encercler et de prendre la ville occupée de Caen, un des objectifs majeurs des Alliés durant les premières étapes de l'invasion du Nord-Ouest de l'Europe. Une résistance allemande féroce combinée à des erreurs du commandement britannique font échouer l'opération avant que ses objectifs ne soient atteints.
L'opération est planifiée initialement pour être menée juste après le débarquement britannique du 6 juin, et prévoit une progression du XXXe corps britannique au sud-ouest de Caen. Cette opération exigeait la libération rapide de la ville, mais trois jours après l'invasion, l'objectif reste toujours aux mains des Allemands : les plans sont donc modifiés. Perch reçoit le renfort du Ier corps britannique afin d'effectuer une attaque en tenaille. Dès le 7 juin, le flanc ouest formé du XXXe corps avance vers le sud et se retrouve engagé dans une bataille acharnée face à de puissantes forces allemandes pour la conquête de la ville de Tilly-sur-Seulles. Elle changera de mains plusieurs fois avant sa libération. Le Ier corps est engagé deux jours plus tard à partir de la tête de pont de l'Orne, sécurisée par les parachutistes britanniques au cours de l'opération Tonga. Mais leurs forces ne progressent que faiblement face à une résistance déterminée et aux contre-attaques incessantes des Allemands. Face aux pertes élevées des Britanniques et à la faible probabilité d'un effondrement rapide des Allemands, l'offensive à l'est de Caen est abandonnée le 13 juin.
Pendant ce temps, à l'ouest, la pression américaine permet d'ouvrir une brèche au sein des lignes allemandes. Afin de garder une certaine fluidité dans le déroulement des opérations, la 7e division blindée britannique est déplacée vers Tilly-sur-Seulles. Elle reçoit l'ordre d'avancer par la brèche dans le but d'effectuer une attaque sur le flanc des Allemands afin de les forcer à reculer. Après deux jours d'intenses combats, dont la bataille de Villers-Bocage, la position de la division est jugée intenable et, le 14 juin, l'ordre est donné de battre en retraite. Des plans sont élaborés afin de reprendre l'attaque dès que la 7e division blindée sera renforcée, mais ces plans sont abandonnés quand une forte tempête s'abat sur la Manche, interrompant ainsi les opérations des renforts alliés.
La décision d'exploiter la brèche créée et la manière de conduire la bataille qui s'ensuit sont controversées. Selon les historiens, l'opportunité de prendre Caen est manquée dès le début des combats, à la suite des erreurs de commandement au niveau de la division et du corps britannique. Cependant, afin de contrer l'offensive britannique, les Allemands sont contraints d'engager leurs plus puissantes réserves blindées dans un rôle de défense, leur causant ainsi de lourdes pertes et les empêchant de lancer des opérations de contre-offensive.

## Des sources majoritairement anglo-saxonnes
La description de cette opération est basée dans une large majorité sur des sources d'origine anglo-saxonne. 

## Contexte

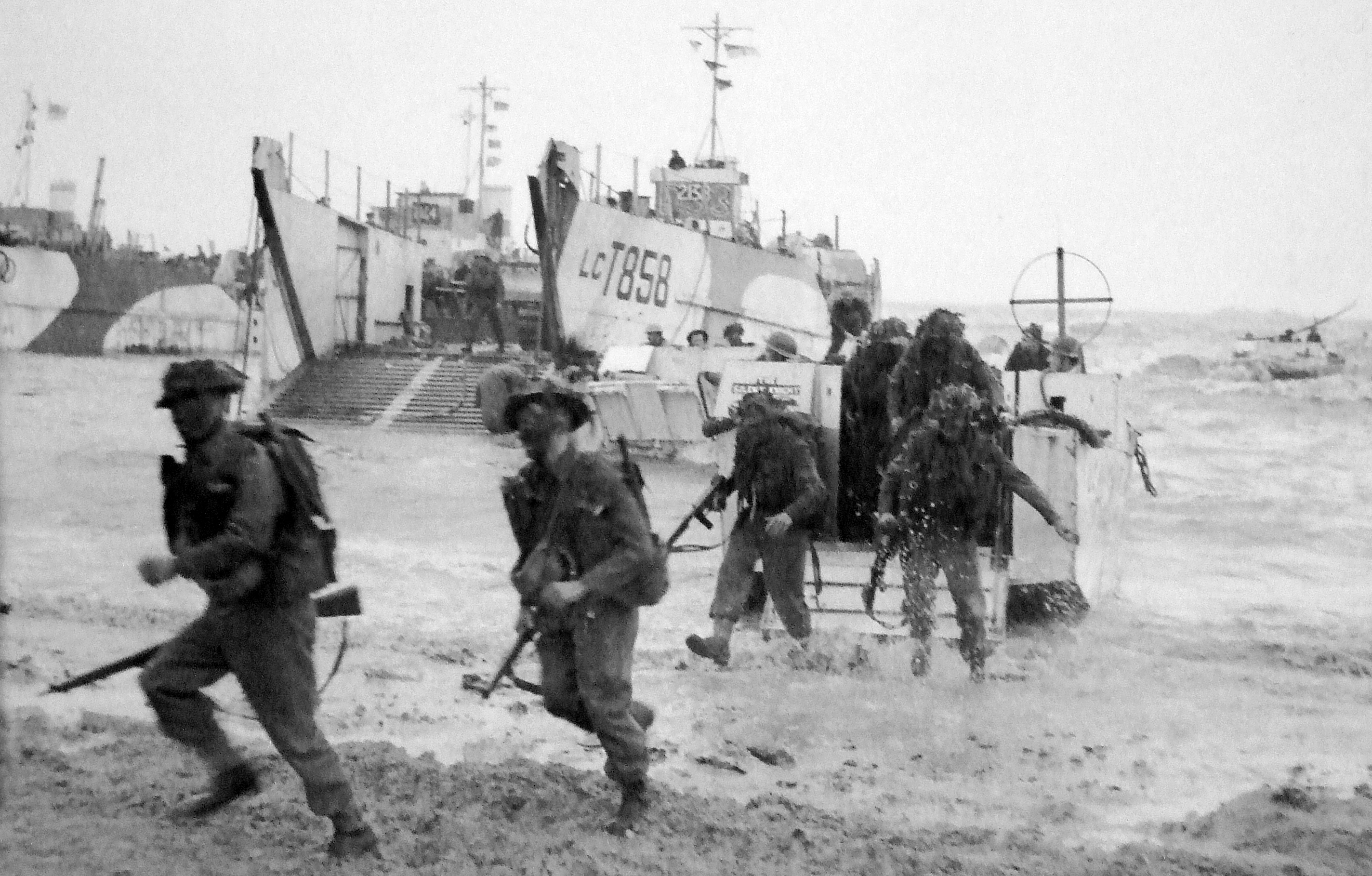
Infanterie de la d'infanterie (Northumbrian) débarquant le 6 juin près de La Rivière.

La ville normande de Caen est un des objectifs du Jour J pour la 3e division d'infanterie britannique qui débarque sur Sword Beach le 6 juin 1944. La capture de la ville, bien qu'« ambitieuse », est décrite par l'historien L. F. Ellis comme l'objectif le plus important du débarquement normand assigné au Ier corps du lieutenant-général Crocker. L'opération Overlord prévoit que la 2e armée britannique sécurise la ville puis forme une ligne de front depuis Caumont-l'Éventé jusqu'au sud-est de Caen, dans le but de prendre le contrôle des terrains d'aviation et de protéger le flanc gauche de la 1re armée américaine pendant qu'elle évolue vers Cherbourg. La prise de Caen et de ses environs fournit à la 2e armée une zone de manœuvre satisfaisante pour ensuite pousser au sud et capturer Falaise, qui permettra à son tour d'avancer vers la droite sur Argentan puis finalement vers la Touques. Le terrain entre Caen et Vimont est particulièrement ouvert, sec et propice à des opérations offensives rapides. Depuis que les forces alliées surpassent les Allemands en chars et en unités mobiles, faire évoluer la bataille vers des actions plus rapides est dans leur intérêt.

## Plan initial

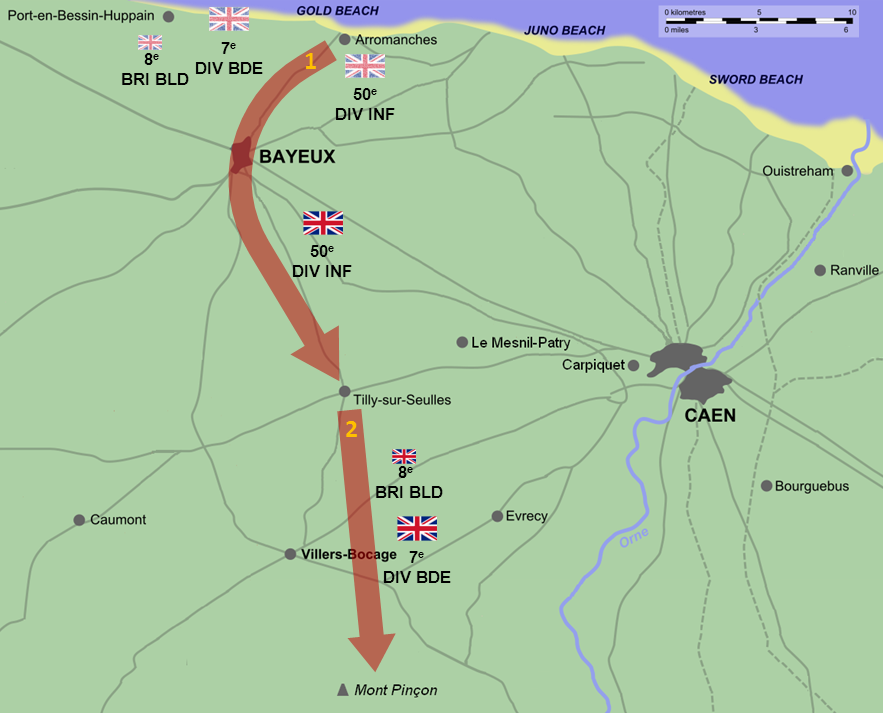
Plan initial de l'opération Perch.

Selon sa planification pré-Jour J, l'opération Perch a pour objectif de faire planer sur les Allemands la menace d'un contournement britannique au sud-ouest de Caen. L'opération est dévolue au XXXe corps ; la 50e division d'infanterie (Northumbrian), débarquée sur Gold Beach le 6 juin, est chargée d'avancer rapidement vers l'intérieur des terres afin de capturer Bayeux et la route vers Tilly-sur-Seulles,. La 7e division blindée, renforcée par la 8e brigade blindée doit ensuite prendre sa relève et effectuer une nouvelle avancée entre Tilly-sur-Seulles et le Mont Pinçon,.

## OpérationWild Oats

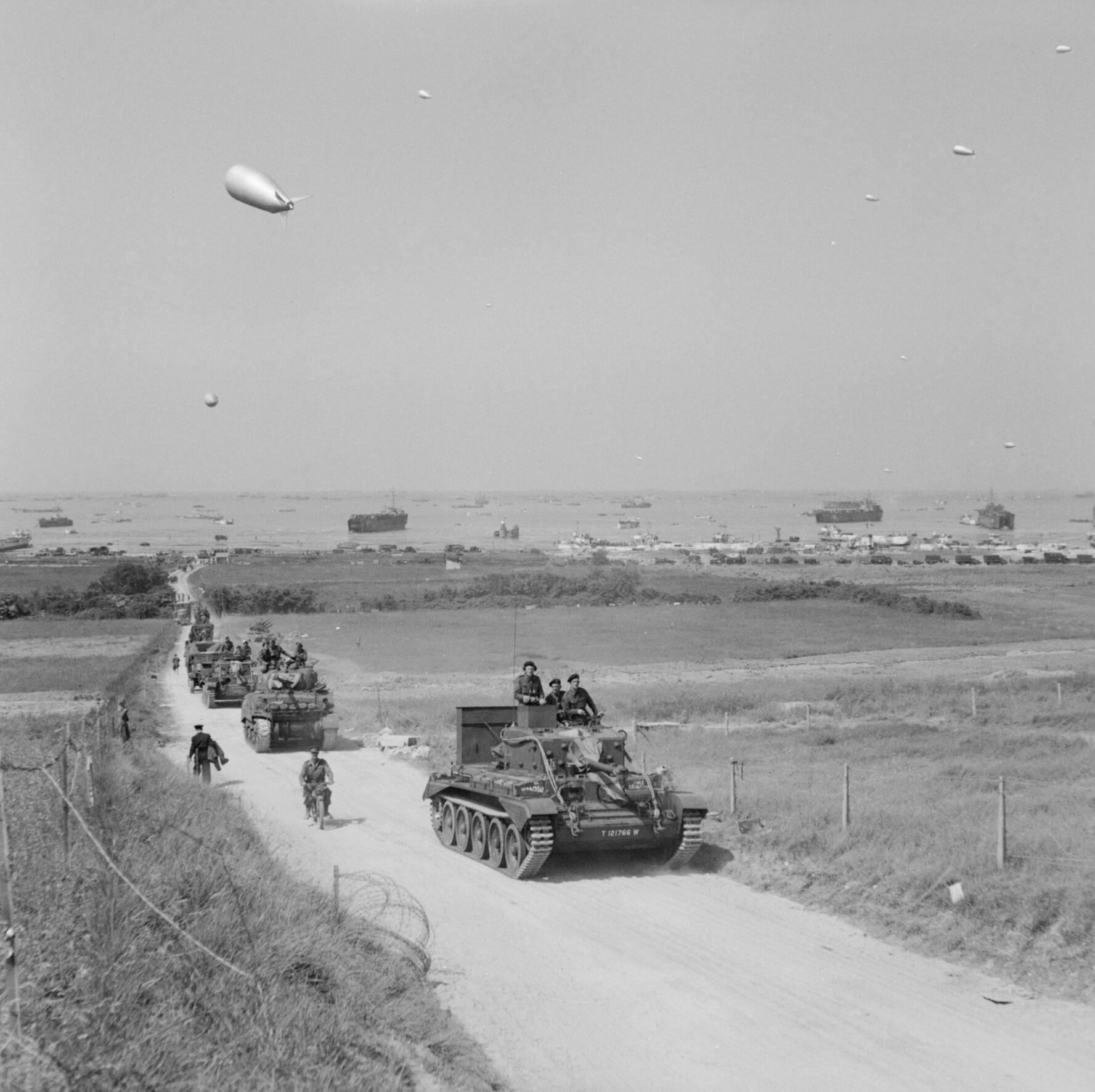
Chars du 4e comté de London Yeomanry, 7e division blindée, avançant à l'intérieur des terres depuis Gold Beach le 7 juin 1944.

Après son débarquement sur Gold Beach à 7 h 30 le 6 juin, le XXXe corps réussit à créer sept points de sortie de la plage et avance de 8 km dans les terres. Mais à la suite de lourds combats dans Le Hamel il est incapable de remplir tous ses objectifs du Jour J avant la tombée de la nuit. Des patrouilles atteignent les faubourgs de Bayeux et établissent le contact avec des éléments de la 3e division d'infanterie canadienne qui a débarqué sur Juno Beach,. Le 47 Commando des Royal Marines avance le long de la côte afin d'établir la jonction avec les Américains en mouvement dans les terres depuis Omaha Beach et atteint presque Port-en-Bessin situé à moins de 5 km. Au cours de l'après-midi le 84e corps d'armée allemand ordonne à sa réserve, le Kampfgruppe Meyer, de frapper le flanc de la 50e division au nord de Bayeux. En route pour mener cette action, un des bataillons reçoit l'ordre de se diriger sur Omaha Beach affaiblissant ainsi la force de la contre-attaque. La tactique échoue créant de lourdes pertes. Le 7 juin, la majeure partie de la 7e division blindée britannique est débarquée à temps et le XXXe corps sécurise ses derniers objectifs du Jour J, dont Bayeux et Port-en-Bessin,. Au cours de la même journée, le 84e corps lance sa dernière réserve disponible, la Mobile brigade 30, en direction de Gold Beach dans l'idée de réitérer la contre-attaque de la veille ; l'attaque échoue et la brigade est anéantie au nord de Bayeux. Les rescapés des deux contre-attaques allemandes ratées sont alors repoussés vers une poche au nord de la ville par l'avancée anglo-américaine ; néanmoins les Américains l'ignorent.
Tout ne va pas pour le mieux pour les forces ayant débarqué sur Sword Beach. La 3e division d'infanterie du Ier corps attaque vers l'intérieur des terres en direction de Caen comme prévu, mais doit détourner certains de ses éléments afin de maîtriser les positions allemandes solidement tenues tout au long des 15 km de la route menant à la ville. Entre ses forces progressivement diluées et son soutien blindé retardé du fait de la congestion des plages du débarquement, la division ne dispose pas d'assez d'élan pour atteindre Caen le Jour J et se retrouve stoppée juste à sa périphérie par la 21e Panzerdivision.

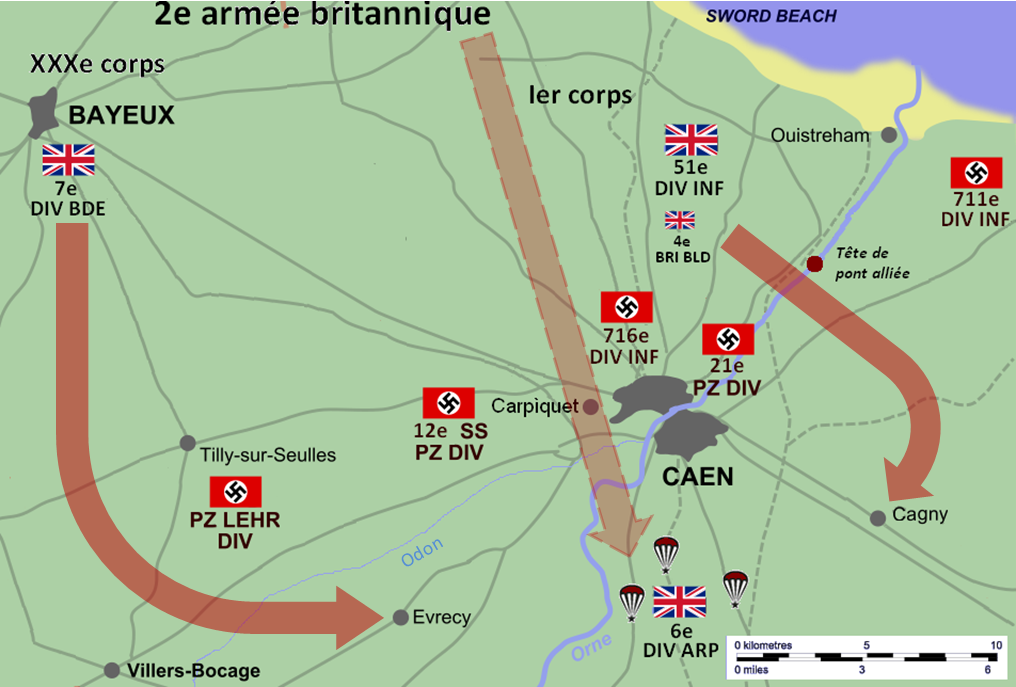
Plan de l'opération Wild Oats prévue pour encercler Caen.

Le 9 juin, Caen est toujours fermement tenue par les Allemands, et le commandant des forces alliées, le général Bernard Montgomery, se réunit alors avec les lieutenants-généraux Miles Dempsey et Omar Bradley, respectivement commandant de la 2e armée britannique et de la 1re armée américaine, afin de décider d'une nouvelle stratégie à adopter pour la 2e armée. Caen doit être prise en tenaille, et cette opération reçoit comme nom de code Wild Oats,. Le bras est de la tenaille doit être constitué de la 51e division d'infanterie (Highland) et de la 4e brigade mécanisée britannique du Ier corps. Les blindés et les Highlanders doivent traverser au niveau de la tête de pont sur l'Orne et du terrain gagné à l'est de l'Orne par la 6e division aéroportée britannique au cours de l'opération Tonga, puis attaquer vers le sud en direction de Cagny, 10 km au sud-est de Caen. Le XXXe corps doit, quant à lui, former le bras ouest de la tenaille. À la suite d'un changement dans les plans de l'opération Perch, la 7e division blindée doit, au lieu de passer par le mont Pinçon, virer à l'est, traverser la rivière Odon pour prendre Évrecy et les hauteurs près de la ville (le point 112),. Pour terminer l'encerclement, le parachutage de la 1re division aéroportée britannique entre les deux bras est suggéré, mais le commandant des forces aériennes alliées, l'Air Chief Marshal Sir Trafford Leigh-Mallory s'oppose à cette idée. Il refuse de larguer la division en Normandie, prétextant que ce parachutage dispersera trop la division pour lui permettre d'atteindre ses objectifs, et que la zone de largage est dans tous les cas trop dangereuse pour ses pilotes,. Malgré la « colère amère » de Montgomery face à l'intransigeance de Leigh-Mallory, l'attaque en tenaille est lancée sans sa composante aéroportée ; selon l'historien Hubert Meyer, elle est finalement intégrée à l'opération Perch, et Wild Oats est abandonnée en tant qu'opération séparée.

## Offensive principale

### Préparatifs allemands

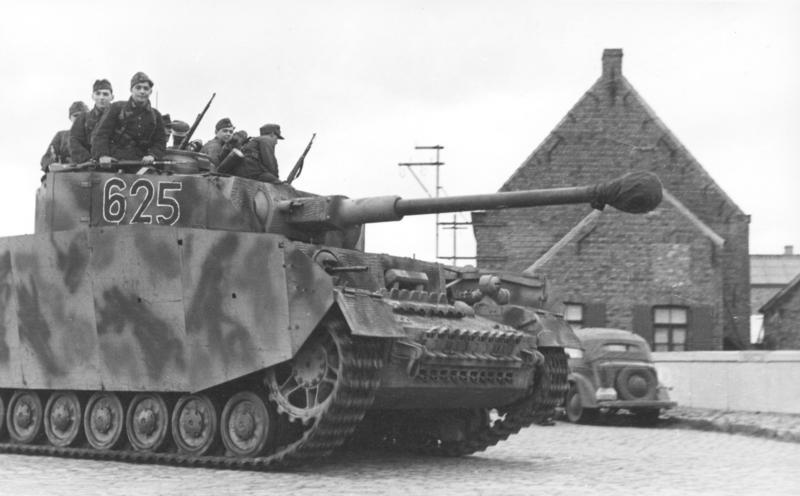
Des soldats de la 12e Panzerdivision SS Hitlerjugend sur un char Panzer IV.

En réponse à l'invasion, le Ier Panzerkorps SS est transféré de la 7e armée au Panzergruppe West à la fin de la journée du 7 juin. Le commandant de l'OB-West, le Generalfeldmarschall Gerd von Rundstedt, donne l'ordre au groupe placé sous le commandement du général Geyr von Schweppenburg de préparer une contre-attaque pour le 10 juin, mais celle-ci est annulée par le Generalfeldmarschall Erwin Rommel car les forces nécessaires à l'opération ne peuvent être réunies à temps. Malgré tout, les unités allemandes disponibles quittent leurs zones d'attente et sont envoyées au combat pour contenir les têtes de pont alliées. Le Ier Panzerkorps SS est une puissante formation composée de la Panzer Lehr Division (une des plus fortes divisions de l'armée allemande), des « adolescents fanatiques » de la 12e Panzerdivision SS Hitlerjugend et des vétérans de la 21e Panzerdivision. Malgré la perte de 200 véhicules au cours de leur trajet de 140 km depuis Chartres en raison d'attaques aériennes, les éléments de tête de la Panzer Lehr arrivent durant la nuit du 9 juin dans la zone de Tilly-sur-Seulles, face au XXXe corps, ; ils sont détournés de leur mission d'opposition au Ier corps, pour finalement affronter le XXXe corps à la suite de l'avancée victorieuse de la 50e division et empêcher toute nouvelle percée. Des éléments de la 12e Panzer SS, de la 21e Panzer, ainsi que des rescapés de la 716e division d'infanterie font mouvement vers des positions autour de Caen afin d'affronter le Ier corps.

### Attaque duXXXecorps

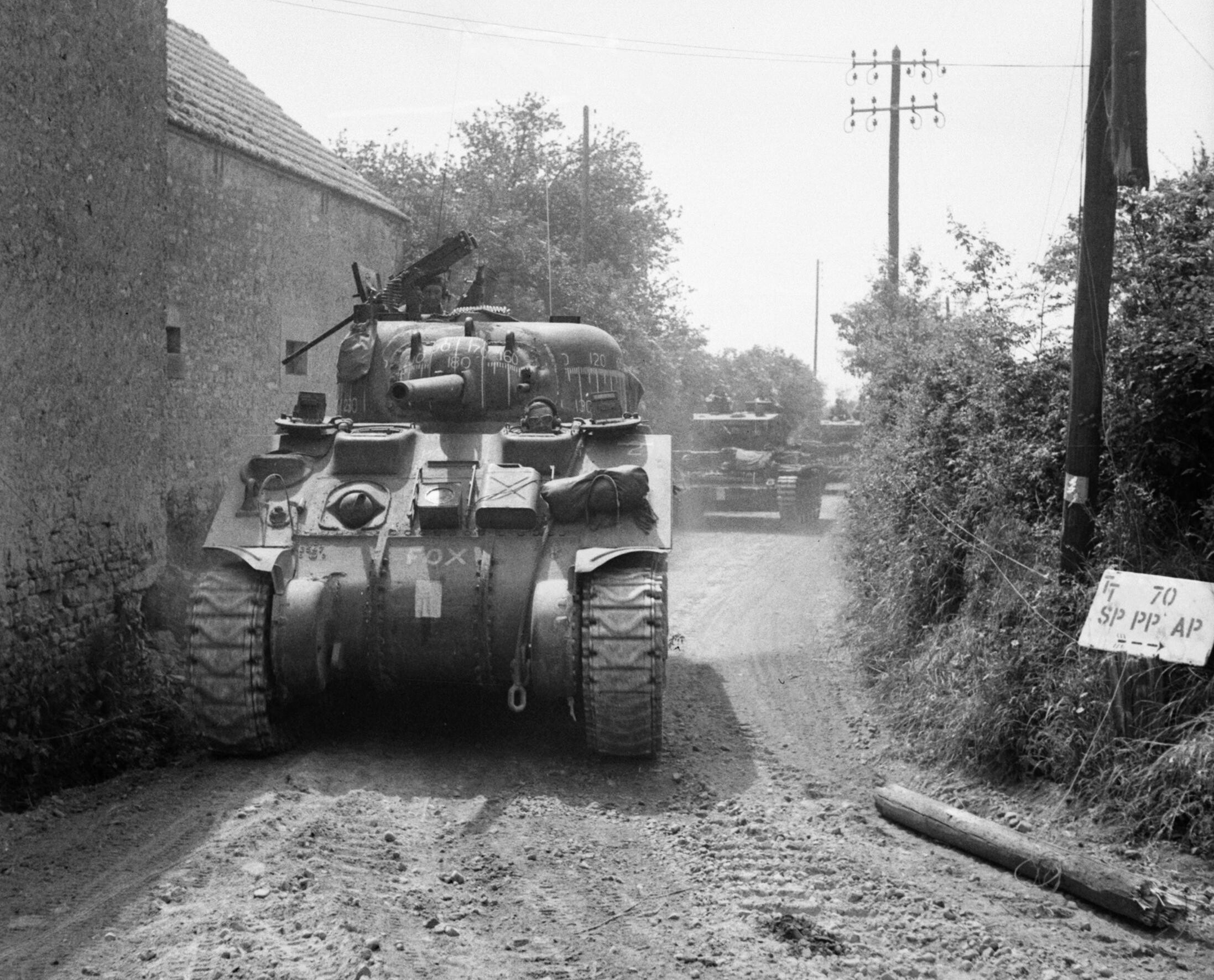
Char Sherman suivi par des chars Cromwell dans les environs de Tilly-sur-Seulles.

La contre-attaque des trois Panzerdivisions du Ier Panzerkorps n'a pas lieu, mais plusieurs attaques sont lancées contre les plages contrôlées par les forces anglo-canadiennes au nord de Caen,. Dans les premières heures du 9 juin, les survivants du Kampfgruppe Meyer et de la Mobile Brigade 30 font éclater la poche au nord de Bayeux. Plus tard le même jour, le XXXe corps établit un contact terrestre avec les Américains, tandis que la 50e division d'infanterie (Northumbrian) atteint le Nord-Est des faubourgs de Tilly-sur-Seulles et se retrouve face aux chars de la Panzer Lehr. Au cours de l'après-midi, la Panzer Lehr et la 12e Panzerdivision SS contre-attaquent ; même si elles sont battues le matin suivant, une compagnie britannique est anéantie. Le 10 juin, la 7e division blindée récupère le terrain perdu par la 50e Northumbrian, avec l'aide de la 56e brigade d'infanterie qui lui est alors détachée. À la fin de la journée, la division a atteint la périphérie nord-ouest de Tilly-sur-Seulles et le jour suivant, des éléments entrent dans la ville et sécurisent le carrefour principal. L'occupation britannique est cependant brève, car la Panzer Lehr lance plusieurs contre-attaques, forçant le retrait britannique. Les tentatives ultérieures de la 50e Northumbrian s'enlisent dans le bocage normand, sans arriver à vaincre la formidable résistance offerte par la Panzer Lehr.
À compter du 11 juin, le groupe d'armées B allemand souhaite remplacer ses forces blindées, opposées à la 2e armée, par des divisions d'infanterie pour que ses chars puissent se concentrer sur la zone de Carentan et protéger ainsi Cherbourg. Cependant, à la suite des attaques lancées par la 2e armée et face à l'opposition d'Adolf Hitler, Rommel est incapable d'orchestrer ce mouvement. Le jour suivant, il reçoit l'ordre d'Hitler de ne pas battre en retraite et de repousser la tête de pont alliée de l'est vers l'ouest en commençant par celle mise en place sur l'Orne.

### Attaque duIercorps

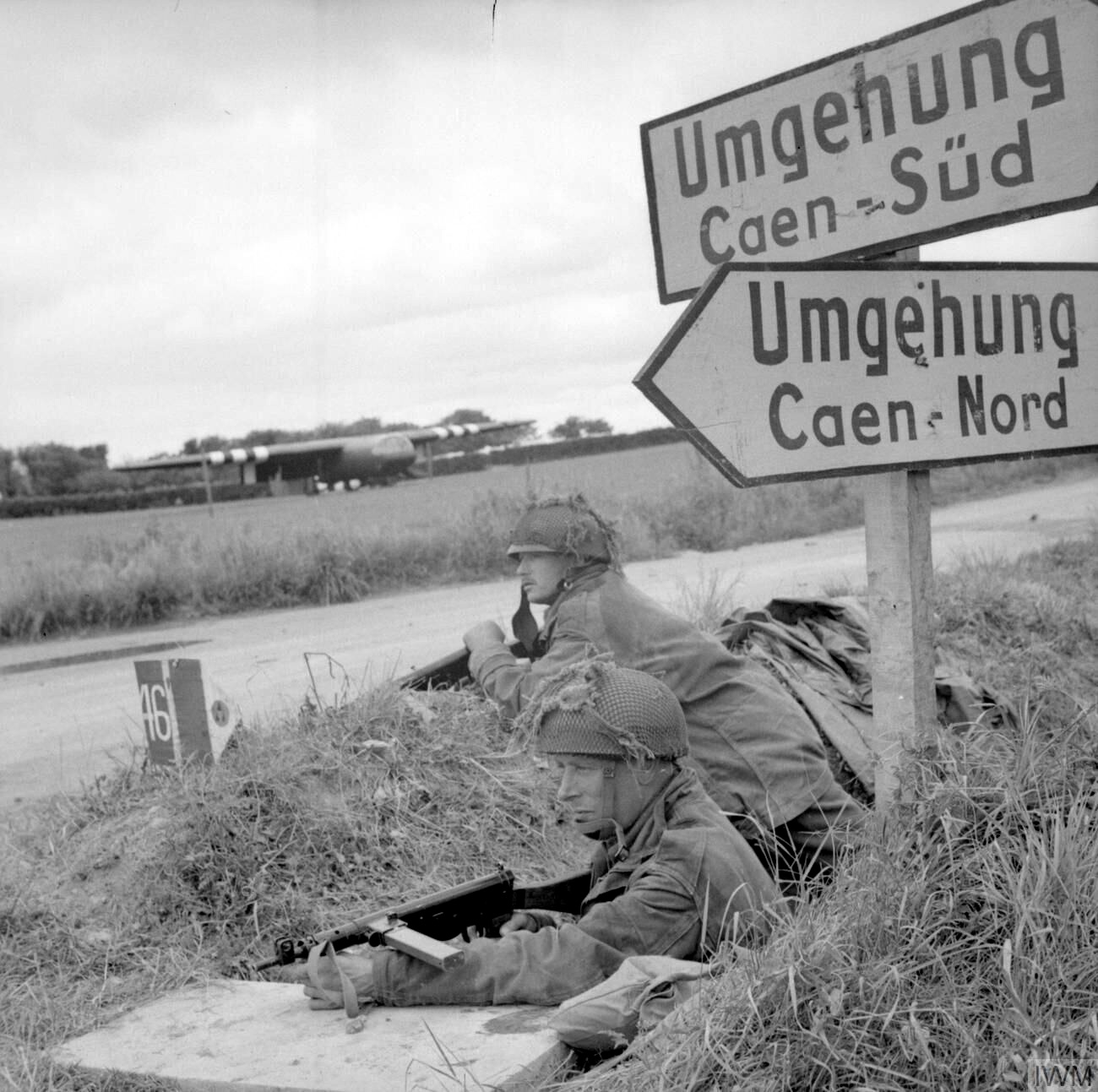
Parachutistes de la 6e division aéroportée britannique dans les environs de Ranville.

Tandis que le XXXe corps se bat pour le contrôle de Tilly-sur-Seulles, sur le front du Ier corps, la 51e division d'infanterie (Highland) et la 4e brigade blindée sont en retard pour rejoindre leurs positions, ce qui repousse l'attaque prévue au 12 juin. Le 10 juin, l'infanterie allemande, appuyée par les blindés, lance de nombreuses attaques contre la 6e division aéroportée britannique, en position sur la tête de pont de l'Orne dans l'attente de l'arrivée de la 51e Highland et de la 4e division blindée. Les parachutistes tiennent solidement et contre-attaquent grâce au soutien de l'artillerie navale ; un officier allemand capturé affirme que son « bataillon a été virtuellement anéanti » au cours des 12 heures de combat. Dans la soirée, les Allemands tentent de reprendre Ranville, mais cette attaque est aussi stoppée et contrée, les parachutistes leur infligeant à nouveau de lourdes pertes. La formation de la 51e Highland arrive au cours de la soirée. Le matin suivant, elle lance un assaut sur Bréville. Alors que celui-ci est repoussé en causant de lourdes pertes, d'autres éléments de la division sécurisent rapidement Touffréville,. Au cours de l'après-midi du 11 juin, le régiment d'infanterie des Queen's Own Rifles of Canada et les 1st Hussars lancent une attaque afin de prendre Le Mesnil-Patry pour faciliter l'avancée de la 69e brigade d'infanterie de la 50e division ; la bataille du Mesnil-Patry est un échec cuisant et coûteux.
Le 12 juin, de nouvelles attaques allemandes sont lancées depuis la zone de Bréville contre la tête de pont sur l'Orne. Les combats durent toute la journée et les pertes sont importantes des deux côtés, mais au cours de la soirée les Allemands se replient. Afin de combler la brèche au sein du périmètre britannique, la décision est prise de sécuriser Bréville. Une attaque victorieuse est lancée par le 12e bataillon de parachutistes qui capture le village aux alentours de minuit. Mais sur les 160 hommes qui ont participé à l'attaque, 141 sont blessés ou tués,. Enfin, la 51e Highland fait face à une forte résistance de la part de la 21e Panzerdivision au cours de ses efforts pour avancer au sud de Saint-Honorine et, même aidée des Highlanders, elle est incapable de progresser, entraînant l'annulation, le 13 juin, de l'offensive à l'est de Caen.

### Brèche de Caumont et contournement

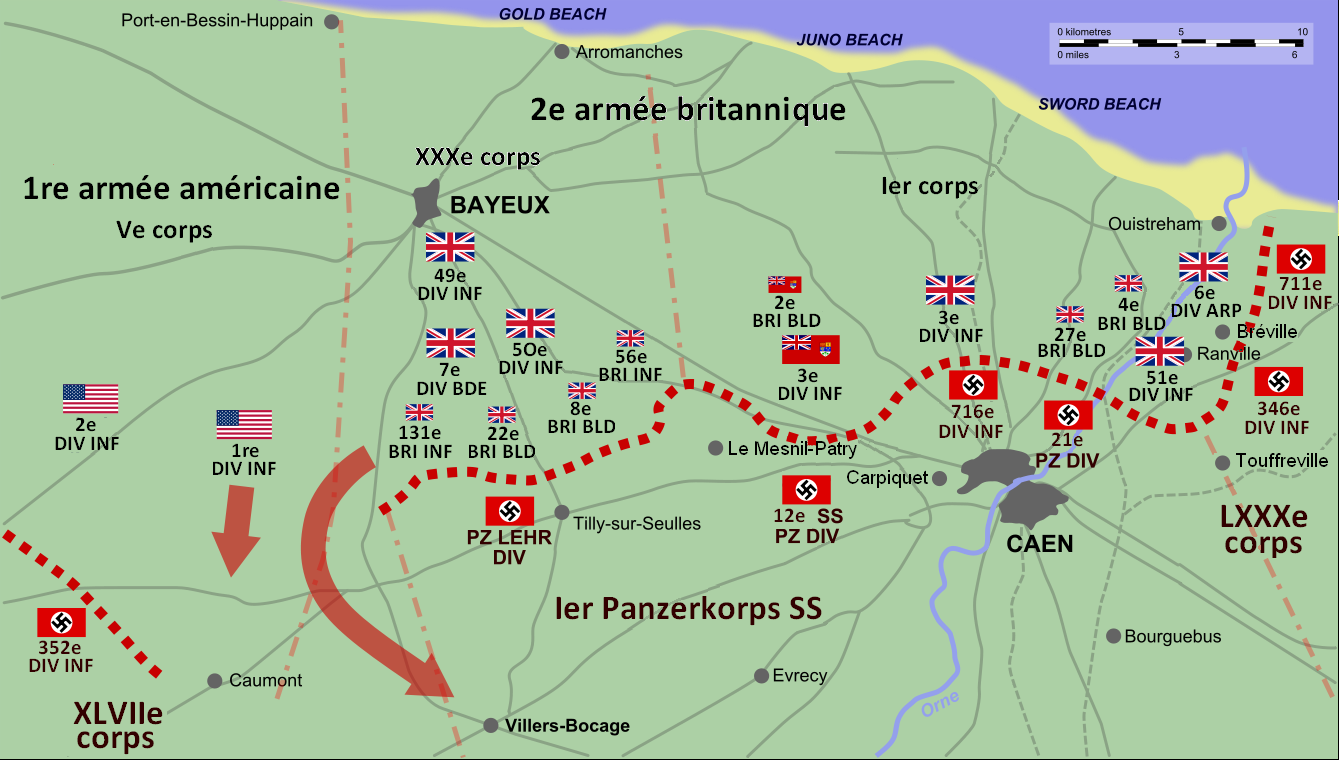
Positions alliées et allemandes au 12 juin 1944.

Tandis que l'encerclement de Caen est au point mort, sur le flanc droit du XXXe corps, à la jonction entre la 2e armée britannique et la 1re armée américaine, une situation potentiellement favorable est sur le point de voir le jour. Depuis le débarquement, les Britanniques et les Américains ont détruit cinq groupes de combat allemands dont les réserves du 84e corps d'armée, laissant seule la 352e division d'infanterie pour couvrir le secteur de Trévières–Agy. La 352e est sans cesse en action depuis la défense d’Omaha Beach le 6 juin et reçoit peu de renforts en remplacement de ses lourdes pertes. Sous la pression de la 1er et de la 2e division d'infanterie américaine, le flanc gauche de la 352e est enfoncé. Sa position étant devenue intenable, la division reçoit la permission de se replier vers Saint-Lô dans la nuit du 9 au 10 juin. Ce mouvement crée un trou de 12 km au sein des lignes allemandes près du village de Caumont-l'Éventé, surnommé par les Alliés la « brèche de Caumont »,. Seul le bataillon de reconnaissance de la 17e Panzergrenadier division SS reste en position. Il est toujours dans la zone alors que le reste de la division fait mouvement plus à l'ouest pour préparer une attaque contre les Américains à Carentan. Les Allemands élaborent un plan pour faire monter la 2e Panzerdivision afin de colmater la brèche, mais le 10 juin, la majeure partie de la division se trouve alors entre Amiens et Alençon et ne pourra pas être sur place avec toutes ses forces avant trois jours. Réticent à engager la 2e Panzer avant qu'elle ne soit complètement rassemblée, le général Hans Freiherr von Funck du XLVII. Panzerkorps est néanmoins amené à précipiter l'envoi du bataillon de reconnaissance de la division vers Caumont avec pour ordre de tenir les hauteurs de la ville. De plus, le commandant du Ier Panzerkorps SS, Sepp Dietrich, ordonne à son unique réserve, le 101e bataillon Panzer SS, de se positionner derrière la Panzer Lehr et la 12e Panzer SS pour couvrir son flanc gauche ouvert. Anticipant l'importance pour les Britanniques des hauteurs près de Villers-Bocage, la 2e compagnie du 101e bataillon Panzer SS, sous le commandement de Michael Wittmann et avec seulement six chars Tigre I, est d'ores et déjà positionnée sur la cote 213 près de Villers-Bocage. Le 12 juin, elle arrive depuis Beauvais après cinq jours de route,.

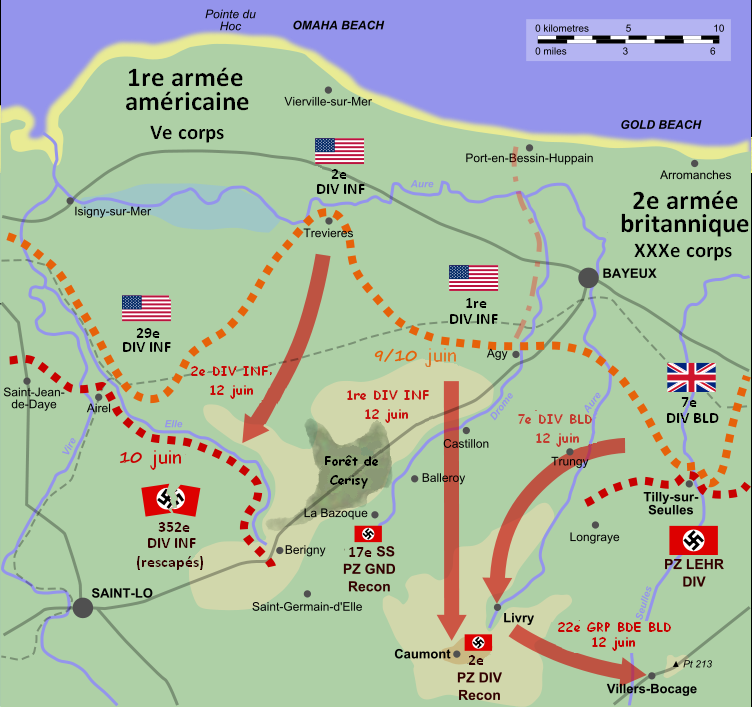
Au cours de la nuit du 9 au 10 juin, la d'infanterie allemande se replie vers Saint-Lô, créant ainsi une profonde brèche au sein des lignes allemandes couverte seulement par des forces légères. Le 12 juin, la 7e division blindée traverse la brèche en direction de Villers-Bocage et de la crête au-delà, tandis que les 1er et 2e divisions d'infanterie lancent leurs attaques en soutien.

Le même jour, l'opération Perch est modifiée. Conscient de l'opportunité offerte, Dempsey, en concertation avec le lieutenant-général Gerard Bucknall, commandant le XXXe corps, et le major-général George Erskine, commandant la 7e division blindée, ordonne à ce dernier de désengager ses blindés du combat des environs de Tilly-sur-Seulles. La 7e blindée fait donc mouvement afin d'exploiter l'ouverture créée dans les lignes allemandes, dans le but de prendre la ville de Villers-Bocage et d'enfoncer le flanc de la Panzer Lehr,. Une crête, située à 2,6 km à l'est de la ville devient leur objectif ; l'état-major pense que la présence des blindés britanniques sur les arrières de la Panzer Lehr, occupant les hauteurs et bloquant d'importantes lignes de communication, pousserait la division allemande à battre en retraite ou à déposer les armes,,. En soutien à la manœuvre de flanc de la 7e blindée, la 50e division d'infanterie (Northumbrian) doit maintenir la pression sur la division allemande aux environs de Tilly-sur-Seulles. Dans le même temps, des éléments du Ve corps américain doivent avancer. La 1re division d'infanterie américaine est chargée d'arracher Caumont à ses défenseurs et de sécuriser les hauteurs des environs, tandis que la 2e division d'infanterie doit attaquer en direction de Saint-Lô.
Bien que le besoin d'agir rapidement pour tirer avantage de la vulnérabilité allemande se fasse sentir, la 7e blindée se redéploie lentement et passe la matinée du 12 juin à tenter d'avancer vers Tilly-sur-Seulles comme le précise ses ordres initiaux. À midi, une réunion se tient entre le major-général Erskine et le brigadier Hinde, l'officier commandant la 22e brigade blindée. Hinde reçoit l'ordre d'avancer immédiatement à travers la brèche. Épaulée par la 131e brigade d'infanterie britannique, la 7e division blindée transfère la 56e brigade d'infanterie à la 50e Northumbrian. Maintenant constitués des brigades de la 131e d'infanterie et de la 22e brigade blindée, les éléments de tête de la 7e blindée se mettent en route. Le 8e régiment de hussards irlandais (régiment de reconnaissance de la 7e division blindée) commence par reconnaître la route que la brigade doit prendre ; le reste de la division quitte le village de Trungy aux alentours de 16 h. Quatre heures plus tard, la formation principale approche de Livry après une avancée de 19 km sans opposition, les 10 derniers kilomètres parcourus étant en terrain tenu par les Allemands. Une faible résistance est rencontrée au nord de Livry. Malgré la destruction des chars Cromwell de tête du 8e Hussards par des canons anti-char de la compagnie d'escorte de la division Panzer Lehr, les fusiliers et les chars continuent leur avancée et en deux heures, la résistance allemande est détruite,.
Espérant maintenir les Allemands dans l'ignorance de son objectif, alors que les troupes arrivent dans le voisinage de « la Mulotière », Hinde ordonne une pause pour la nuit. Les 8e et 11e régiments de hussards (les blindés légers de la division) partent alors en reconnaissance sur les flancs. Le 11e Hussards ne rencontre aucune résistance sur le flanc droit et établit la jonction avec la 1re division d'infanterie américaine près de Caumont, alors que sur le flanc gauche, le 8e Hussards localise des éléments de la division Panzer Lehr à environ 3 km.

### Bataille de Villers-Bocage

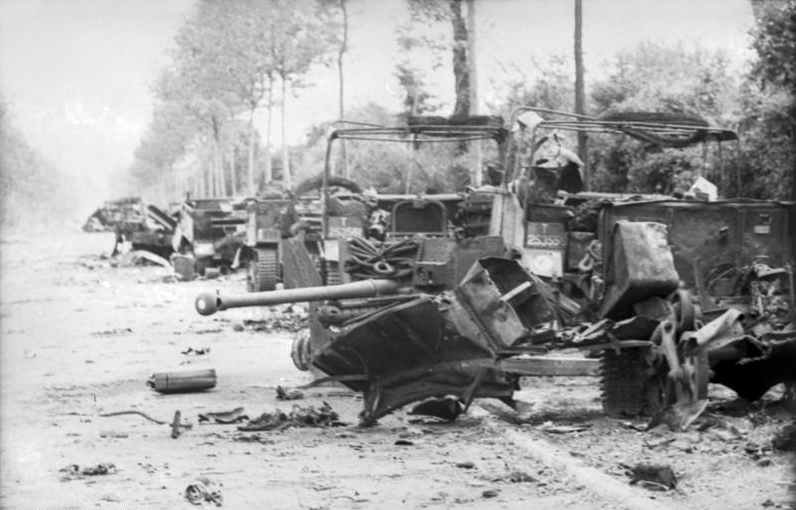
Les véhicules de transport détruits par Michael Wittmann.

L'avancée britannique reprend vers 5 h 30. Environ trois heures plus tard, l'avant-garde du 22e groupe-brigade tactique blindé, une formation ad hoc composée de différents éléments de la 7e division blindée principalement issus de la 22e brigade blindée, arrive par l'entrée ouest de Villers-Bocage,. Au cours de la demi-heure qui suit, un escadron du régiment blindé du 4e comté de London Yeomanry, avance en direction de la cote 213, située sur les hauteurs à l'est du village. Le reste du régiment ainsi qu'une compagnie d'infanterie se positionnent à l'entrée est du village et le long de la route principale.
Aux environs de 9 heures, les éléments britanniques de tête tombent dans une embuscade tendue par une poignée de chars Tigre I de la 2e compagnie du 101e bataillon Panzer SS positionnés sur la cote 213,,,. Un Tigre, sous le commandement de Michael Wittmann, contourne la colonne du 4e comté de London Yeomanry puis entre dans Villers-Bocage en détruisant plusieurs chars, des half-tracks et des transports de troupes. Il engage par la suite d'autres blindés britanniques pénétrant dans la ville par l'ouest avant de tenter de se replier,. Cependant, le Tigre de Wittmann est bientôt immobilisé, obligeant l'équipage à l'abandonner et à fuir vers Château-Orbois afin d'alerter la division Panzer Lehr,. En moins de 15 minutes, une quinzaine de chars, deux canons antichars et une quinzaine de véhicules de transport sont détruits par le 101e bataillon Panzer SS, la grande majorité étant attribuée à Wittmann,.
Au cours de la matinée, un bataillon d'infanterie britannique du 22e groupe-brigade tactique blindé prend position pour défendre la ville. Pendant ce temps, les troupes situées en dehors de la ville sur la cote 213 se retrouvent isolées nécessitant l'organisation d'une force pour tenter de les dégager. Mais celle-ci est incapable de progresser en direction de la crête, et quand des forces allemandes supplémentaires arrivent dans les environs, entre 11 heures et 13 heures, l'escadron bloqué dépose les armes,,. D'autres troupes allemandes harcèlent maintenant d'autres éléments du 22e groupe-brigade tactique blindé le long de la route de retour vers Livry.

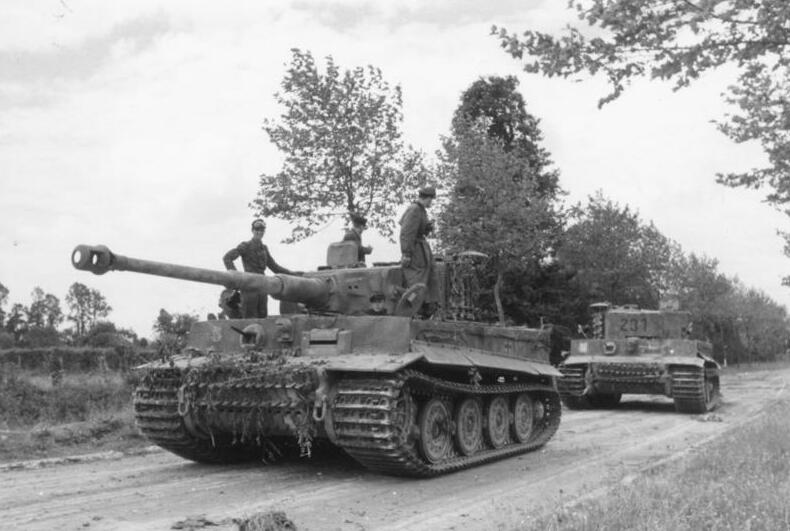
Deux chars Tigre I en route vers Villers-Bocage.

Les chars de la Panzer Lehr arrivent bientôt avec l'ordre de bloquer les sorties nord et ouest de Villers-Bocage, mais se retrouvent face à des canons antichars britanniques, et plusieurs blindés sont mis hors service avant que les positions britanniques ne soient réduites au silence. L'assaut allemand qui suit, lancé par le 101e bataillon Panzer SS, tourne à l'embuscade dans le centre-ville. Plusieurs chars Tigre et un Panzer IV sont détruits grâce à l'action combinée de canons antichars, d'un Sherman Firefly et de l'infanterie. Les chars allemands endommagés sont ensuite incendiés, et les infanteries allemandes et britanniques continuent de s'affronter durant le reste de l'après-midi. Les positions britanniques sont soumises à des tirs d'artillerie lourde, et plusieurs attaques allemandes sont repoussées par des tirs d'artillerie,. Une compagnie britannique est submergée tandis qu'un peloton est fait prisonnier, et que le quartier-général du bataillon se retrouve sous un feu nourri.
Le brigadier Hinde décide que les positions britanniques sont intenables et que son groupe-brigade tactique doit se replier jusqu'au lendemain vers la cote 174, sur les hauteurs à l'ouest de Villers-Bocage près d'Amayé-sur-Seulles. À 20 heures, la retraite commence avec le soutien de l'artillerie et s'accomplit, en grande partie sans encombre.

### Attaques et contre-attaques

#### Diversion
Le matin du 14 juin, Montgomery abandonne l'idée de la manœuvre en tenaille sur Caen, car il ne peut mobiliser les « forces suffisantes pour agir offensivement sur les deux flancs ». Il propose que le XXXe corps continue seul son offensive « coup de poing » ; l'activité de la 51e division (Highland) sur le flanc est est « mise entre parenthèses ».
La 50e division Northumbrian continue ses attaques vers le sud afin de concentrer l'attention des Allemands sur elle et non sur la 7e division blindée ; le 14 juin, appuyée par l'ensemble de l'artillerie de la division et aidée de la Royal Air Force, la 50e division lance une attaque avec deux brigades afin de capturer les villages de La Senaudière, La Belle Épine, Lingèvres et Verrières,. En fonction de la réussite de ces offensives, une attaque ultérieure serait alors lancée afin de capturer le village de Hottot-les-Bagues. Dans le but de préparer cette option, une mission de reconnaissance est mise en place le soir précédent ; mais les Panzergrenadiers de la Panzer Lehr infligent de lourdes pertes aux Britanniques. Les pertes allemandes sont inconnues, même si au moins un char est détruit.

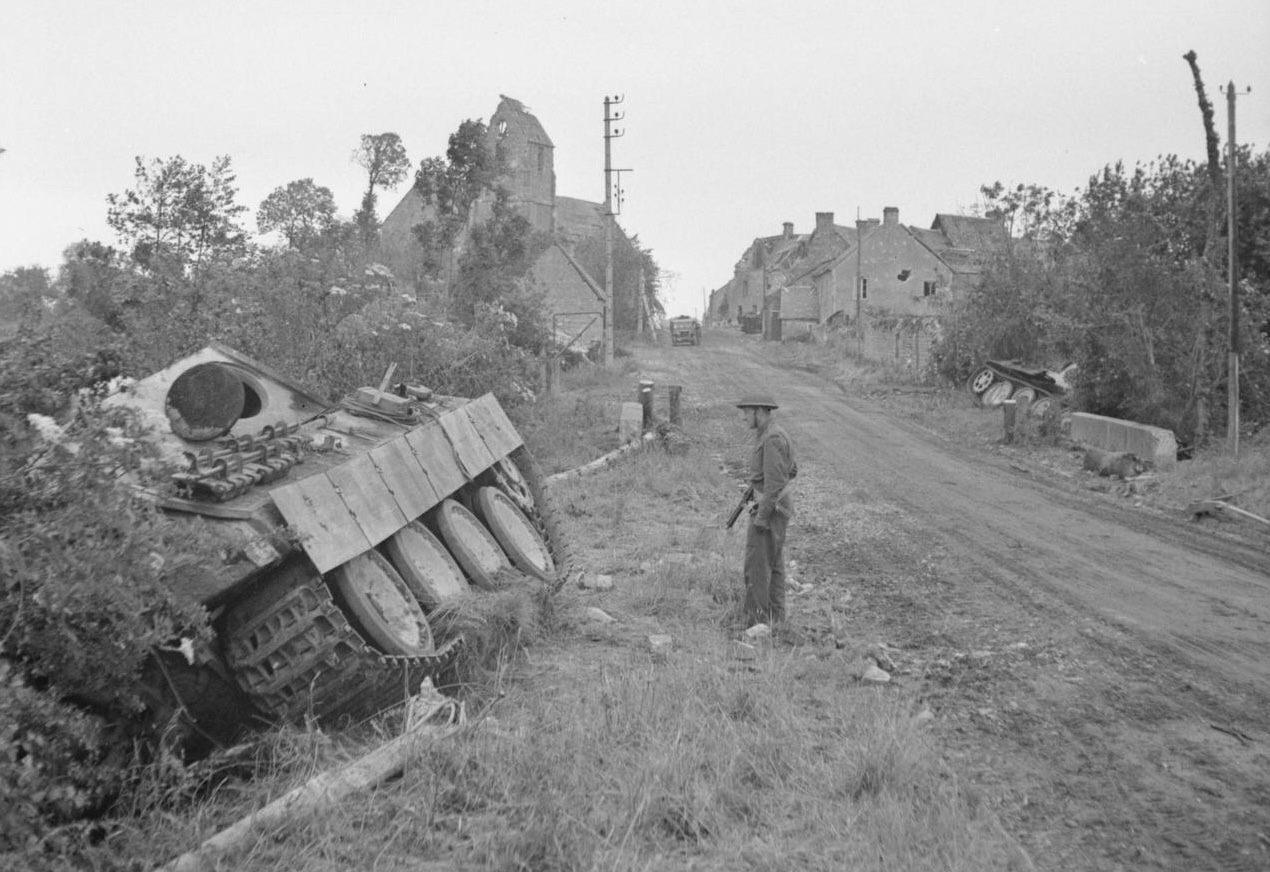
Deux des cinq chars Panther détruits par le sergent Wilfred « Spit » Harris (commandant d'un Sherman Firefly) et le soldat Ian Mackillop (canonnier), visibles à la sortie ouest de Lingèvres, où la deuxième attaque fut lancée.

L'assaut principal commence à 10 h 15 le matin suivant quand la 151e brigade d'infanterie britannique appuyée par des chars du 4e/7e Royal Dragoon Guards, avance en direction de Lingèvres et Verrières. Les défenseurs allemands n'ouvrent le feu que lorsque les Britanniques sont à moins de 150 m et ce n'est qu'au bout de cinq heures de combat que le 6e Durham Light Infantry (DLI), appuyé par un soutien d'artillerie important, arrive à bout des positions allemandes. Les compagnies continuent d'avancer et prennent Verrières, où aucun Allemand n'est présent, mais les progressions suivantes rencontrent la résistance de l'infanterie et des chars allemands.
Le 9e DLI est également pris sous le feu nourri des mitrailleuses allemandes et se retrouve forcé d'engager ses compagnies de réserve pour briser le front ennemi. Entre midi et 13 h 30, le bataillon prend Lingèvres et installe des positions de canons antichars dans le village, mais la plupart d'entre elles sont mises hors service lors de la première contre-attaque allemande,,. Deux chars Panther sont repérés approchant du village par le sergent Wilfred Harris, commandant d'un Sherman Firefly,. Harris engage le premier char à une distance d'un peu plus de 350 m, le détruisant et endommageant le second. Tandis qu'Harris repositionne son blindé pour avoir un meilleur angle de tir, un chasseur de char dirigé par le major John Mogg, le commandant du bataillon, finit de détruire le deuxième Panther,. D'autres groupes de chasseurs de char attaquent un autre Panther, alors qu'un M4 Sherman britannique est détruit et qu'un troisième Panther est mis hors service par un Sherman,. Trois autres Panther font alors mouvement vers le village ; Harris détruit le véhicule de tête avant son entrée dans Lingèvres et les deux autres au sein même du village, bien que l'un réussisse à atteindre le centre de Lingèvres avant que son équipage ne s'enfuie.
Après de lourds combats, la 231e brigade d'infanterie remplit tous ses objectifs avant la tombée de la nuit et effectue la jonction avec la 151e brigade d'infanterie. Le DLI dénombre 353 disparus, et bien que la division soit incapable de briser les défenses de la Panzer Lehr, neuf chars allemands sont mis hors de combat.

#### Bataille de l'île

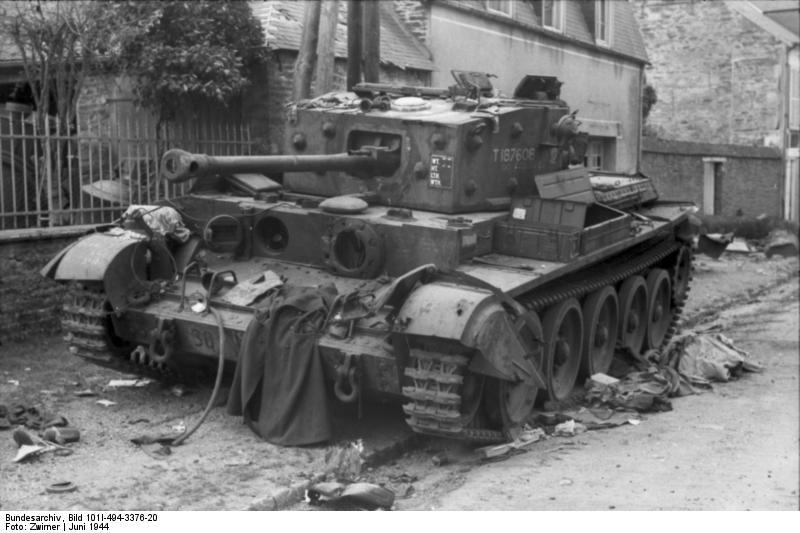
Char Cromwell détruit à Villers-Bocage.

Une fois le retrait des Britanniques de Villers-Bocage effectif, le 14 juin, le groupe organise une position défensive tout autour du village appelée « zone de brigade ». La localisation de cette position est contestée par les historiens. Carlo D'Este affirme qu'elle se situait entre Amayé-sur-Seulles et Tracy-Bocage, près de la cote 174. Dan Taylor situe lui la zone aux environs du quartier-général tactique de la brigade, sur la cote 174 et présente une carte montrant la brigade plus au sud du village d'Amayé-sur-Seulles ; un avis soutenu par l'historien français Henri Marie. George Forty imagine la zone au nord de Tracy-Bocage, près du hameau de Saint-Germain basée sur un rapport de l'officier commandant le groupe de la 22e brigade blindée qui situe sa position à l'est d'Amayé-sur-Seulles où se trouve Saint-Germain. Le combat qui s'ensuit le 14 juin, est connu sous le nom de la « bataille de l'île » ou « position de l'île »,, ce nom étant inspiré du compte-rendu postérieur à l'action de la 22e brigade blindée. D'autres noms ont été donnés à cette phase de combat dont « la bataille de la zone de brigade » et « la bataille d'Amayé-sur-Seulles ». Forty et Taylor sont d'accord sur le fait que la zone faisait moins de 2 km2 de superficie,.
La division Panzer Lehr fait mouvement de sorte qu'il lui est maintenant possible de se défendre contre les assauts répétés de la 50e division d'infanterie (Northumbrian) et elle peut même attaquer l'incursion de la 7e division blindée ; ces attaques sont appuyées par la 1re compagnie du 101e bataillon Panzer SS. Le bataillon de reconnaissance de la 2e Panzerdivision, avec d'autres petites unités d'infanterie, s'est aussi déployé pour faire face à la brigade, bien que le régiment de la Panzerdivision ne prenne pas part à la bataille car il n'a pas encore atteint le front,.

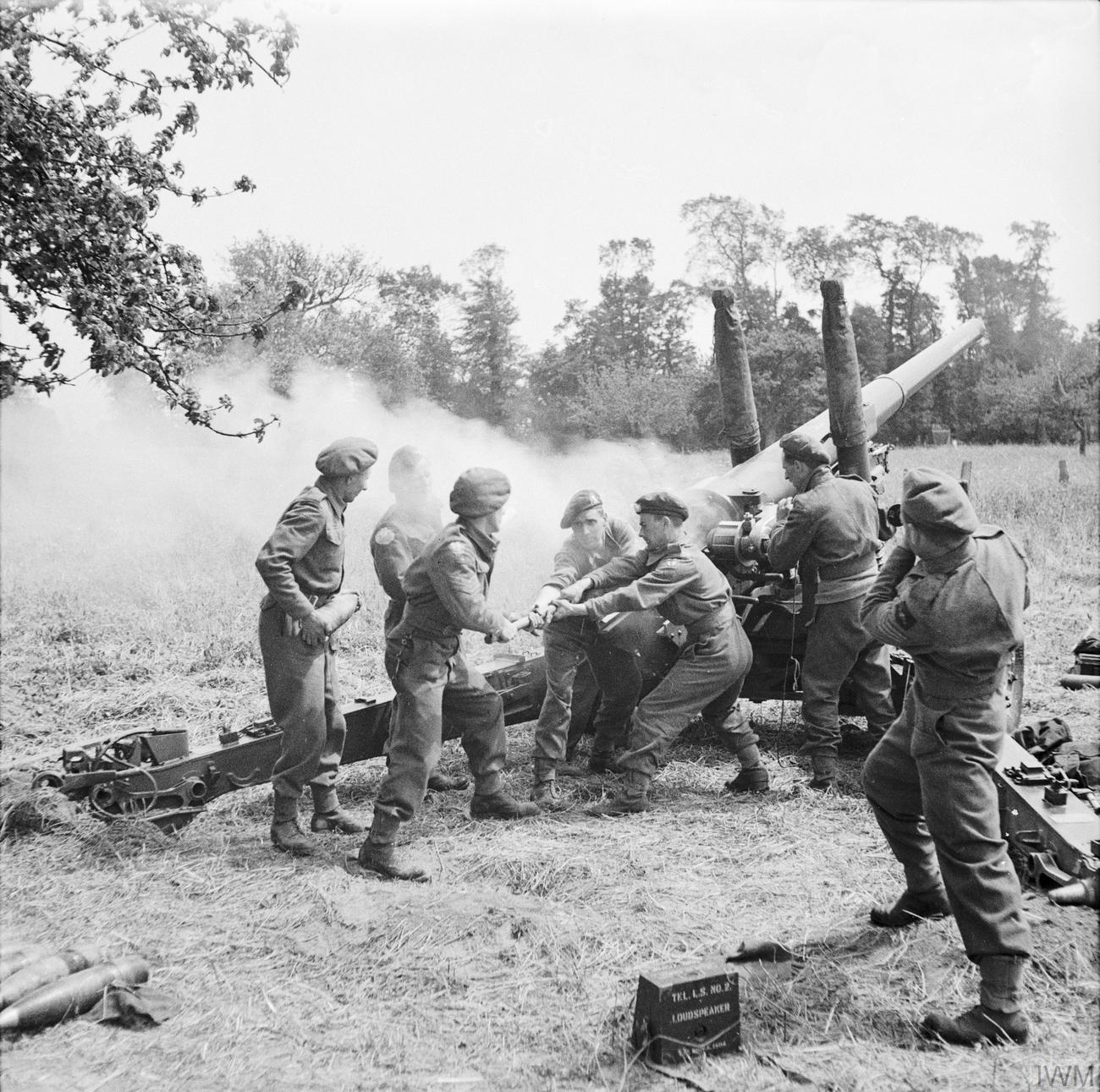
Un canon de campagne de la 5e AGRA du, artillerie royale. Les canons de 155 mm du Ve corps des États-Unis fournirent aussi l'appui feu pendant la bataille de la zone de brigade.

Maintenant, la 131e brigade d'infanterie composée d'un bataillon d'infanterie et d'un régiment blindé, fait mouvement vers Livry ; toute la matinée du 14 juin, la 131e brigade garde ouverte la route depuis la zone de brigade vers Livry ; la zone de Briquessarrd, tandis que des chasseurs bombardiers Hawker Typhoon lancent des attaques contre les positions allemandes près de la zone. L'infanterie allemande signalée en mouvement en direction des lignes britanniques est alors l'objet de tirs de l'artillerie lourde alliée, brisant ainsi l'attaque initiale. Aux alentours de 9 heures, de plus en plus d'infanterie se retrouve dans la zone de brigade. Trop près cette fois pour permettre une concentration de tirs de l'artillerie, des combats éclatent avec un peloton britannique submergé. Une contre-attaque de chars et d'infanterie repousse les Allemands et permet de restaurer les positions mais les Allemands soumettent alors les Britanniques à des tirs de snipers, des bombardements de mortiers et, à 14 heures, à d'intenses tirs d'artillerie. À 19 heures, un important assaut se déroule en deux temps, appuyé par un long bombardement d'artillerie et par les chars. Il frappe la zone de brigade du nord au sud,,. Les lignes britanniques sont enfoncées et leur quartier général encerclé avant que l'attaque ne soit finalement repoussée, les combats cessant aux environs de 22 h 30.
Bien que confiant dans l'idée que la position puisse être tenue, l'incapacité de la 50e Northumbrian à effectuer une percée dans les lignes de la Panzer Lehr et à soulager la 7e division blindée conduit à la décision de faire reculer le groupe-brigade tactique et à niveler ainsi la ligne de front,. La retraite, nom de code opération Aniseed, commence juste après minuit,. Une couverture est fournie grâce à un bombardement de la RAF sur Aunay-sur-Odon et Évrecy, qui détruit un char Tigre et en met trois autres hors de combat, infligeant aux Allemands 29 nouvelles pertes,. Le feu nourri de l'artillerie est dirigé vers le nord et le sud de la route de repli, mais les Allemands n'interviennent pas.
Il est estimé qu'entre 700 à 800 pertes ont été infligées aux Allemands au cours de la bataille et entre 8 et 20 chars détruits dont plusieurs Tigres,,. Les pertes britanniques comptabilisées sont limitées, avec seulement trois chars. Michael Reynolds conteste les chiffres annoncés pour les pertes allemandes, les trouvant exagérées. Le brigadier Hinde, dans son compte-rendu officiel postérieur à l'action, écrit qu'« il est discutable que les dépenses en munitions d'artillerie et en armes légères puissent être justifiées par l'ampleur des efforts ennemis ».

## Fin de l'opération

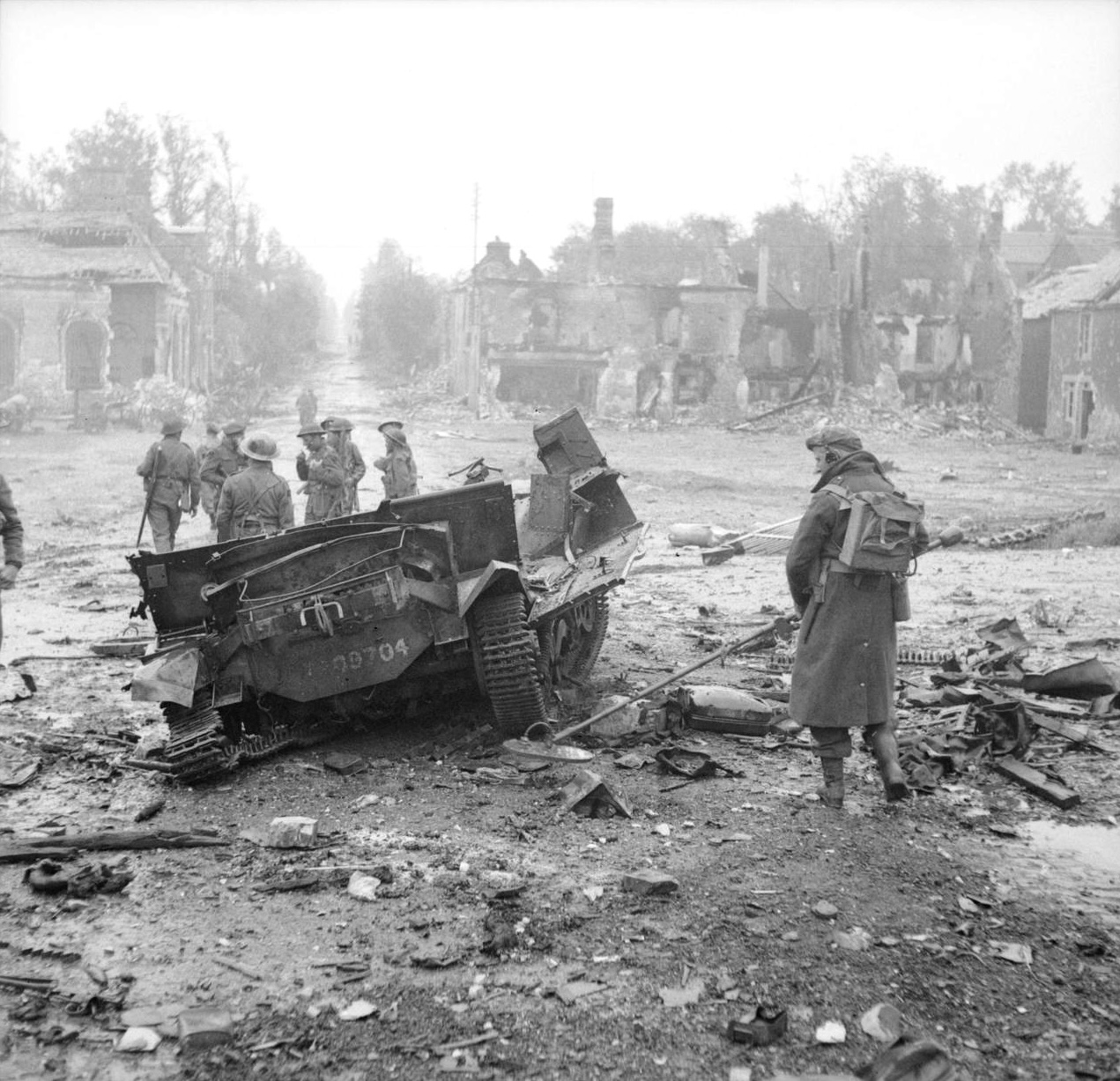
Les restes d'une chenillette Bren Carrier détruite par une mine dans Tilly-sur-Seulles, le 19 juin 1944. La ville fut l'une des premières parmi beaucoup d'autres villes et villages qui furent presque effacés de la carte lors du processus de libération.

Au cours des jours suivants, les combats continuent entre la 50e Northumbrian et la Panzer Lehr. Le 15 juin, le XXXe corps affirme avoir détruit au moins 70 chars allemands, et le 18 juin l'infanterie britannique entre une nouvelle fois dans Tilly-sur-Seulles. Rencontrant peu d'opposition, la ville est sécurisée le jour suivant ; la ville a changé 23 fois de mains avant sa libération finale.
Le même jour une attaque est lancée sur Hottot-les-Bagues. Malgré une résistance acharnée de la Panzer Lehr, l'infanterie britannique prend pied dans le village mais est rapidement repoussée par les contre-attaques allemandes appuyées par des chars. Les Britanniques arrivent à reprendre le village et à le tenir face aux nouveaux assauts allemands, mais en nombre insuffisant pour sécuriser leur position, ils sont contraints à la retraite au cours de la nuit, et Hottot-les-Bagues se retrouve de nouveau aux mains des Panzergrenadiers.
La 7e division blindée recule afin d'obtenir le soutien de la 33e brigade blindée britannique, mais le 19 juin, une forte tempête traversant la Manche désorganise les opérations d'approvisionnement des plages du débarquement, et les nouvelles offensives sont abandonnées.
À la suite de ces mauvaises conditions météo, les opérations britanniques sont en partie mises entre parenthèses. Les Allemands profitent de ce mauvais temps pour améliorer leurs défenses notamment en renforçant leurs positions d'infanterie avec des champs de mines et des mitrailleuses lourdes placés dans les bois aux alentours de Caen. Les Britanniques ne relanceront leur prochaine grande offensive que le 25 juin, sous le nom de code opération Epsom.

### Pertes
Les pertes subies lors de cette bataille par les deux camps ne sont pas connues de manière exacte et ne sont donc que des approximations par rapport à ce que diverses sources ont pu comptabiliser.

#### Côté allemand
Alors que les chiffres des pertes pour cette opération ne sont connus qu'à la fin juin, la division Panzer Lehr annonce avoir perdu 2 972 hommes et rapporte la destruction de 51 chars et canons d'assaut, auxquels s'ajoutent 82 autochenilles (halftracks) et 294 autres véhicules. Le 16 juin, la 12e Panzerdivision SS recense 1 417 tués ou blessés et le 26 juin elle annonce avoir perdu 41 chars. Du début du mois de juin jusqu'au 16, la 21e Panzerdivision recense 1 864 pertes. Avant l'invasion, la division compte 112 chars alors qu'au 16 juin, elle n'en compte plus que 85 aptes au combat, et un nombre inconnu en réparation. Au cours de l'opération Perch, le 101e bataillon Panzer SS comptabilise 27 pertes et au 16 juin n'a plus que 15 chars opérationnels ; 9 chars ont été détruits et 21 autres sont en cours de réparation.

#### Côté britannique
À la fin du mois de juin, la 7e division blindée recense 1 149 pertes et au moins 38 chars perdus pendant l'opération Perch,,. De son côté, la 50e division d'infanterie (Northumbrian) comptabilise un total de 4 476 tués ou blessés.

### Leshonneurs de bataille
Le système britannique et du Commonwealth d'« honneur de bataille » reconnaît en 1956, 1957 et 1958, la participation à l'élargissement de la tête de pont, menée au cours de l'opération Perch. Une unité se voit décerner l'honneur de Port En Bessin, une autre formation l'honneur de Sully, quatre unités l'honneur de Bréville, et 11 régiments l'honneur de Villers-Bocage. En outre, pour participation à l'élargissement de la tête de pont entre le 14 et le 19 juin, dix unités se voient attribuer l'honneur de Tilly-Sur-Seulles.

## Analyse

Soldats du 6e Durham Light Infantry dans le village de Douet, le 11 juin 1944.

### Exploitation de la brèche
L'idée de dépasser la division Panzer Lehr par la brèche créée dans les lignes allemandes s'est avérée difficile à mettre en place. L'historien George Forty estime que « bien qu'il fût clair que la décision finale de Monty était d'envoyer les rats du désert sur le flanc droit, il n'est pas complètement clair qu'il souhaitait réellement entreprendre un contournement par la droite. » Forty cite ensuite le commandant de la 7e division blindée George Erskine, qui déclare que les deux idées viennent de lui, et qu'il pense que la manœuvre aurait pu être menée 24 heures plus tôt. John Buckley partage son point de vue sur le fait que le mouvement de flanc aurait pu être lancé plus tôt. Dan Taylor va plus loin, suggérant que bien que le général Bucknall du XXXe corps soit au courant pour la brèche depuis 24 heures, il était empêché d'en profiter à cause du commandant de la 2e armée, Miles Dempsey, qui était toujours occupé à ce moment-là par l'opération Wild Oats. L'historien officiel de la campagne, L.F. Ellis, estime que Bucknall organisa la manœuvre mais seulement après consultation de Dempsey. L'historien Carlo D'Este écrit que « bien que l'idée avait été certainement très étudiée au 30e corps, le problème était que Bucknall n'avait absolument rien fait pour la mettre en place avant que Dempsey n'arrive sur place… [et] n'incite le commandant du corps à agir ». Un consensus d'opinion parmi les historiens consent à dire que Dempsey est l'auteur du développement du plan du contournement ainsi que de sa réalisation,,,.

### Globalement

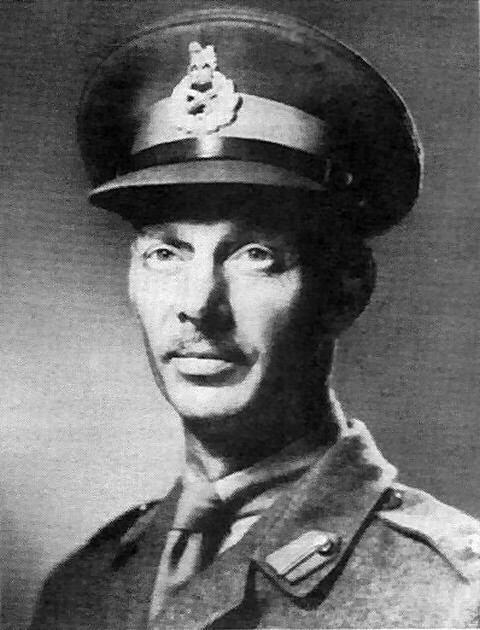
Le général Miles Dempsey.

L'échec de l'opération pousse Dempsey à écrire juste après qu'il n'y avait « aucune chance qu'une opération improvisée avec des troupes aéroportées puisse capturer Caen ou élargir la tête de pont sur le front du XXXe corps. Il est clair dorénavant que Caen ne peut être prise qu'avec des armes lourdes et nous n'avons ni les hommes ni les munitions pour cela en ce moment ». Après la guerre, il ajouta que « cette attaque de la 7e division blindée aurait dû réussir. Mon sentiment est que Bucknall et Erskine auraient dû démissionner à la suite de cet échec… l'ensemble des manœuvres de cette bataille fut un désastre. Leur décision de se retirer [de Villers-Bocage] a été donnée par le commandant du corps ainsi que par Erskine ». Bien que D'Este trouve les commentaires de Dempsey excessivement durs, les historiens les comprennent généralement, estimant qu'une grande opportunité de capture rapide de Caen ait été gâchée par Bucknall,,. Soutien inconditionnel de Dempsey, John Buckley déclare que Bucknall n'était pas préparé à soutenir l'attaque une fois les problèmes connus et qu'Erskine n'était pas apte à mener à bien la tâche à accomplir. Le major Ellis est pour sa part moins critique, estimant certes le résultat immédiat des combats comme décevant mais pensant qu'avec la résistance opiniâtre de la Panzer Lehr et l'arrivée inattendue de la 2e Panzerdivision, la 7e division blindée « pouvait difficilement réussir sur tous les fronts ». Cependant ce point de vue est réfuté par Michael Reynolds qui écrit que « les chars de la 2e Panzer n'étaient nulle part aux alentours de Villers-Bocage à ce moment-là ».

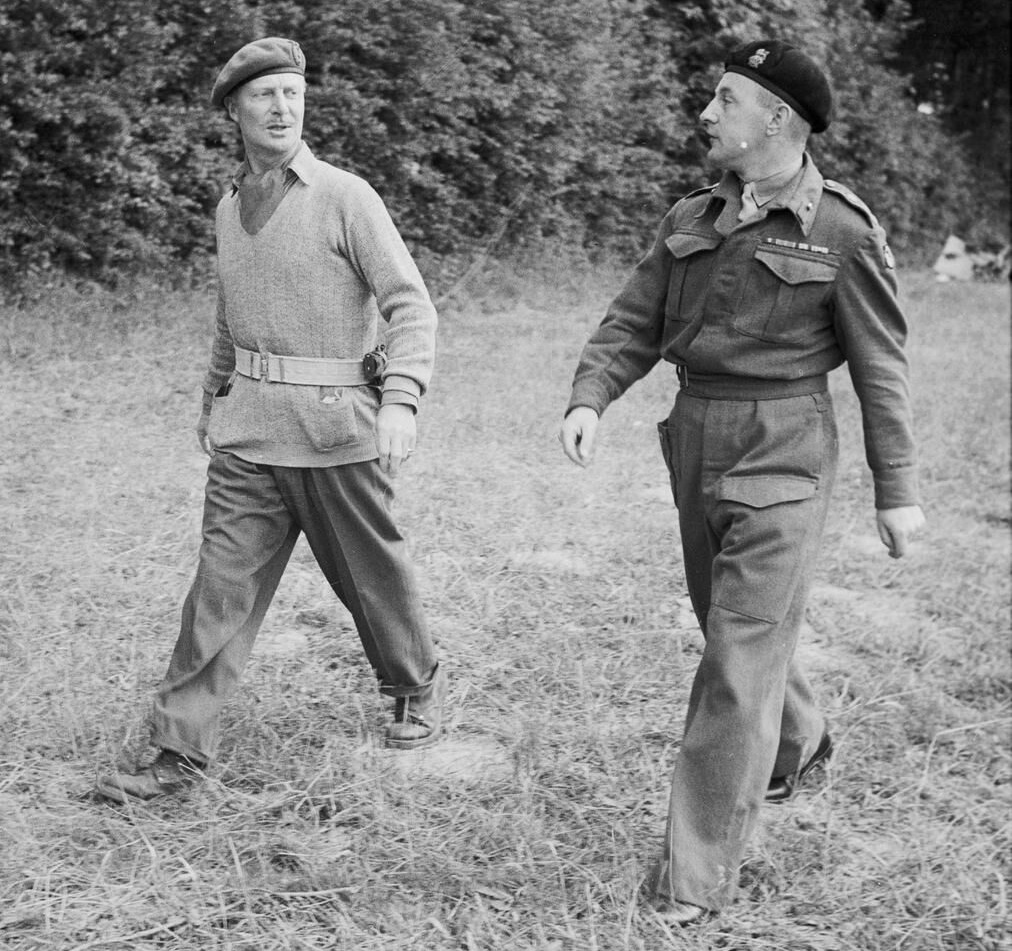
Le général Bucknall (à gauche).

Hubert Meyer affirme que les principales raisons de l'échec de l'opération Perch viennent de l'incapacité de la 50e division et de ses blindés à tenir tête à la division Panzer Lehr, de l'effondrement des 51e divisions d'infanterie (Highland) et de la contre-attaque rapide lancée par les éléments de tête de la 2e Panzerdivision. Une autre raison avancée est une infanterie insuffisante allouée à l'offensive. Michael Reynolds écrit que deux bataillons d'infanterie et la majorité de la 1re brigade de fusiliers de la 7e division blindée restèrent inutilisés jusqu'au 13 juin. Il identifie de plus trois brigades d'infanterie désœuvrées qui auraient pu être engagées lors du contournement par la droite avec la 7e blindée quand elle passa à l'action ; il accuse Bucknall de n'avoir pas pu rassembler assez de forces au bon endroit au bon moment. Cette analyse est soutenue par D'Este, alors que Bucknall défend sa décision en déclarant que « la 49e [division] … [n'avait] pas d'expérience récente au combat et qu'il était important de les engager pour leur premier assaut dans une bataille correctement coordonnée, et non de les jeter pêle-mêle au milieu d'un combat de blindés comme c'était le cas dans les environs de V[illers]-B[ocage] et Amaye ». Selon John Buckley, le facteur le plus crucial lié à l'échec de l'opération provient d'un problème au niveau de la chaîne de commandement. L'historien Terry Copp note que Miles Dempsey continuait à sous-estimer les forces et l'engagement des Allemands pour défendre les territoires qu'ils détenaient tandis que Mungo Melvin estime que Dempsey et la 2e armée ont montré des signes de faiblesse en manœuvrant leurs formations subordonnées ; en ne leur donnant pas de tâches définies, d'intentions claires et en ne leur offrant pas la liberté de décider de quelle façon opérer (ce qui semble être une critique du commandement de mission).
Chester Wilmot éclaire d'une lumière différente le résultat de l'opération Perch, parlant d'un succès stratégique. « Par l'engagement prématuré de ses blindés, Rommel a retardé l'avancée britannique, mais en procédant ainsi, il a joué le jeu de Montgomery, car une fois les Panzerdivisions engagées dans la bataille face à la 2e armée, elles ne pouvaient plus être utilisées pour leurs propres tâches offensives ». L'historien Stephen Badsey note que le message de Montgomery à Bradley, « Caen est la clé pour Cherbourg », était en partie vrai ; la menace britannique d'une percée au-delà de Caen immobilisait les divisions blindées allemandes, les forçant à rester engagées sur le front britannique sans avoir la possibilité de contre-attaquer les Américains. Badsey estime que les interférences d'Hitler dans la campagne ont sauvé la réputation militaire de Rommel ; en raison de l'inadaptation du Cotentin aux opérations blindées, les difficultés rencontrées dans le déplacement et la mise en place d'un tel redéploiement et la puissance de la force anglo-canadienne auraient mené à une défaite plus rapide et complète de l'armée allemande en Normandie. Badsey écrit aussi que l'ordre d'Hitler du 12 juin fixait le programme du reste de la campagne.